# ジャパントランクルーム
株式会社ジャパントランクルーム（英文社名： JAPAN TRUNKROOM Co., Ltd.）は、東京都 渋谷区に本社を置くトランクルームポータルサイト「JAPANトランクルーム」の運営を行う企業である。
エリアリンク (不動産)関連グループ会社。

## 事業概要
・日本最大級のトランクルームサイト「JAPANトランクルーム」を運営。

## 沿革
- 2013年（平成25年）10月23日 - トランクルーム検索サイト「HOME'Sトランクルーム」を提供開始。[1]
- 2015年（平成27年）7月1日 - 東京都千代田区に株式会社Lifull Space（ライフル スペース）を設立。
- 2016年（平成28年）2月2日 - トランクルーム専用の「あんしんトランクルーム保証」を提供開始。
- 2017年（平成29年）4月1日 - 親会社である株式会社LIFULLの商号変更に伴い、サービス名を「LIFULL トランクルーム」に変更。[2]
- 2023年（令和5年）9月22日 - 株式譲渡により親会社が株式会社LIFULLからエリアリンク株式会社に変更。[3][4]

- 2024年（令和6年）3月1日 - 株式会社ジャパントランクルームに商号変更。本社を東京都渋谷区に移転。[official 1]